# Jurský park (film)
Jurský park je americký vědeckofantastický film režiséra Stevena Spielberga z roku 1993. Autorem knižní předlohy je známý americký spisovatel Michael Crichton, který svůj román vydal roku 1990. Práva ke zfilmování nakonec získali mezi mnoha dalšími zájemci Universal Studios a sám Crichton byl najat jako scenárista. Režie se ujal Steven Spielberg.

## Děj
V ději je využíváno obrovského rozvoje genetického inženýrství konce 20. století k umožnění setkání člověka a dávno vyhynulých, nyní však opět naklonovaných, dinosaurů. Multimilionář John Hammond vybuduje na ostrově Isla Nublar, vzdáleném 120 mil od pobřeží Kostariky, atrakci na způsob zábavního parku, plnou naklonovaných dinosaurů. Jeho biotechnologická společnost InGen (International Genetic Technologies) dinosaury po mnoha letech úsilí přivede k životu. Potřebnou DNA dávno vyhynulých tvorů se jim podaří získat z krev sajících moskytů, uchovaných ve výborném stavu v jantaru, což je pravěká zkamenělá pryskyřice, do které se hmyz před mnoha miliony let přilepil. Společnost skupuje zásoby jantaru z celého světa a během 80. let 20. století je park vybudován. V roce 1989 je atrakce již před otevřením. Hammond potřebuje pro nervózní investory dobrozdání o bezpečnosti parku od odborníků, a tak pozve skupinu vědců (paleontolog Alan Grant, paleobotanička Ellie Sattlerová a matematik Ian Malcolm), zástupce investorů Donalda Gennara i svá vnoučata Tima a Lex.
Přesně podle zákona eskalace děje však dojde ke katastrofě, když hlavní počítačový technik Dennis Nedry, který chce zbohatnout prodejem embryí dinosaurů konkurenční biotechnologické společnosti Biosyn (Biology Synthetics Technologies), vypne proud v ohradách pro dinosaury. Chce se tak dostat z chráněného parku do přístaviště, ale způsobí tím kolaps všech bezpečnostních opatření v parku a všichni dinosauři, včetně nesmírně nebezpečného tyrannosaura a vysoce inteligentních velociraptorů se dostanou ven a brzy začnou ohrožovat životy návštěvníků i zaměstnanců parku. Nedry, Donald Gennaro a mnozí další přijdou o život, než se povede přivolat pomoc zvenčí. (Telefony jsou při vypnutí bezpečnostních opatření vyřazeny z provozu, a tak je nakonec nutné použít dosud fungující počítač).
V závěrečné epické scéně útočí na Granta, Sattlerovou a obě Hammondova vnoučata dva velociraptoři v budově pro návštěvníky. V poslední chvíli, kdy se již jeden dravec vymrští do vzduchu, však vnikne dovnitř tyrannosaurus a rozdrtí ho v čelistech. Druhý raptor s mohutným odrazem skočí tyrannosaurovi na záda, je ale proti němu příliš slabý a brzy je také zabit. Mezitím všichni lidští hrdinové utíkají k džípu a odjedou k heliportu. Odlétají z ostrova a cestou pozorují ptáky letící nad hladinou – jediné skutečně žijící potomky dinosaurů...

## Popularita
Crichtonova kniha byla poprvé vydána roku 1989 a ihned bylo jasné, že zanedlouho vznikne i film podle této podnětné předlohy. Film, který pak vznikl ve společnosti Universal Studios a byl natočen pod taktovkou úspěšného režiséra Stevena Spielberga podle stejnojmenného románu, byl do kin oficiálně uveden 11. června 1993, čemuž ale o dva dny předcházela washingtonská premiéra, jejíž výtěžek byl věnován na charitu. Tržby filmu do roku 1998 přesáhly celosvětově 914 milionů dolarů. Tím se stal Jurský park na dlouho nejúspěšnějším filmem vůbec a v současnosti se stále pohybuje kolem 20. místa. Natočila se také zatím tři pokračování filmu. V roce 2015 byl uveden čtvrtý díl této veleúspěšné série, a to pod pozměněným názvem Jurský svět, který má být prvním filmem nové trilogie Jurského světa. Šest dosavadních filmů (Jurský park, Ztracený svět: Jurský park, Jurský park 3, Jurský svět, Jurský svět: Zánik říše a Jurský svět: Nadvláda) dohromady vydělaly svým tvůrcům přes 3,6 miliardy dolarů. Úspěch podpořilo i první rozsáhlé využití filmových počítačových triků společnosti Industrial Light & Magic, známé například z Hvězdných válek.
Dinosauři byli ve filmu zobrazeni nesmírně realistickým způsobem, který do té doby nebyl za použití starších trikových technik vůbec myslitelný. V prvním dílu byla počítačová animace dlouhá celkem jen asi 6,5 minuty, v pokračování z roku 1997 však už přes 20 minut a ve třetím Jurském parku (2001), který byl o půl hodiny kratší než oba předchozí díly, představovala počítačová animace ještě větší podíl z celkového času. V Jurském parku se na jejich vývoji podílel zejména Dennis Muren a Phil Tippett. Na počítačově vytvořené dinosaury v JP navázala úspěšná pseudo-dokumentární série BBC Putování s dinosaury, kde celý průřez druhohorním světem tvoří právě velmi zdařilá a vědecky fundovaná počítačová rekonstrukce mnoha druhů dinosaurů.
Dnes se obecně uznává, že premiéra filmu Jurský park v roce 1993 spustila celosvětovou vlnu zájmu o dinosaury a paleontologii, která se ve zvýšené míře udržuje zvláště u dětí a náctiletých téměř všech zemí dodnes. Objevují se také názory, že ve filmu je hlavním nosným prvkem na první pohled skrytá symbolika založená na konceptu rodiny a mateřských instinktů (ochrana dětí před dinosaury apod.).
Někteří paleontologové si dali práci také s vypočítáním množství "právníků", které by dospělý tyranosaurus (tak jako tomu bylo ve filmu) musel spořádat, aby se udržel naživu. Jedná se spíše o recesistické pojetí problematiky, ovšem s vědeckým základem. Výsledné číslo činí asi 300 až 467 osob o hmotnosti kolem 70 kg za rok, a to podle hmotnosti dravého dinosaura.

## Filmové postavy
- Alan Grant (Sam Neill) – paleontolog, jeden z návštěvníků parku
- Ellie Sattlerová (Laura Dern) – paleobotanička, návštěvnice parku
- John Hammond (Richard Attenborough) – multimilionář, majitel a tvůrce parku
- Ian Malcolm (Jeff Goldblum) – matematik, specialista na teorii chaosu
- Robert Muldoon (Bob Peck) – kontrolor zvěře pro Jurský park
- Dennis Nedry (Wayne Knight) – počítačový technik
- Donald Gennaro (Martin Ferrero) – právník
- Alexis Murphy (Ariana Richards) – Hammondova vnučka
- Tim Murphy (Joseph Mazzello) – Hammondův vnuk
- John Arnold (Samuel L. Jackson) – počítačový technik
- Henry Wu (B.D. Wong) – genetik
- Gerry Harding (Gerald R. Molen) – parkový zvěrolékař
- Lewis Dodgson (Cameron Thor) – vedoucí konkurenční firmy Biosyn, který podplatí Nedryho, aby v parku ukradl dinosauří embrya
- Miles Chadwick (Dean Cundey) – je spojkou Dennise Nedryho a společností Biosyn, konverzuje s Nedrym po telefonu z doků
- Hlas pana DNA (animace pro návštěvníky) – v podání Grega Bursona
- Richard Kiley – mluví sám sebe, jako hlas v projížďkových autech

## Dinosauři v Jurském parku
Viz také články Tyrannosaurus v populární kultuře a Velociraptor v populární kultuře.
Ve filmu se objevili dinosauři rodu Parasaurolophus, Triceratops, Brachiosaurus, Gallimimus, Tyrannosaurus rex, Velociraptor a Dilophosaurus, v chladicí místnosti se pak objevují i vzorky DNA méně známých dinosauřích rodů, jako je Metriacanthosaurus, Proceratosaurus, případně populární Stegosaurus (ve filmu chybně označen jako "Stegasaurus"). Nicméně během rozhovoru Lewise Dodgsona a Dennise Nedryho je řečeno, že v celém parku se nachází celkem patnáct dinosauřích druhů. Velkou popularitu si zajistil zejména ikonický Tyrannosaurus rex.
Paradoxně jen dva z těchto sedmi rodů, Brachiosaurus a Dilophosaurus, pocházely opravdu z období jury (před 201 až 145 miliony let). Ostatní rody žily až v pozdějším období křídy (před 145 až 66 miliony let).
V Crichtonově románu Jurský park, který byl předlohou filmu, se však objevuje podstatně více dinosauřích rodů, kromě zmíněných ještě například Apatosaurus (nazývaný také jako "Brontosaurus"), Procompsognathus, Maiasaura, Hypsilophodon, živoucí Stegosaurus, Hadrosaurus, Styracosaurus, Microceratus, Euoplocephalus, Othnielia, Cearadactylus a nakonec Coelurosaurus coby druh 'čekající' na extrakci DNA.
V roce 1993 byl z Číny vědecky popsán menší obrněný dinosaurus Tianchisaurus nedegoapeferima, žijící v období střední jury (asi před 170 až 165 miliony let). Jeho druhové jméno bylo vytvořeno z počátečních písmen herců ve filmu Jurský park. Postupně jsou to Sam Neill, Laura Dernová, Jeff Goldblum, Richard Attenborough, Bob Peck, Martin Ferrero, Ariana Richardsová a Joseph Mazzello.

## Vědecké nepřesnosti ve filmu
Ačkoliv jsou počítačově vytvoření dinosauři pokládáni za jakýsi vzor moderního pojetí, ve skutečnosti se tvůrci neubránili mnoha chybám v jejich zpodobnění. Mezi nejzávažnější omyly patří příliš velký a neopeřený Velociraptor (ve skutečnosti byl asi poloviční velikosti), příliš malý Dilophosaurus (naopak asi dvojnásobné velikosti) nebo příliš rychle běhající Tyrannosaurus. Vědeckých chyb v zobrazení dinosaurů je však ještě více. 
Obří sauropod Brachiosaurus by se také pravděpodobně nedokázal "vztyčovat na zadní" a jeho hlava byla příliš disproporční a nadměrně velká. Celkově film přesto představuje nejlepší snímek svého druhu a i přes zmíněné chybky a nepřesnosti byl v zobrazení dinosaurů na svoji dobu vysoce kvalitní.
Mnohé scény ve filmu se staly také podnětem k víceméně vážnému bádání a výzkumu. Například v roce 1997 byla dvojicí paleontologů publikována studie z níž vyplývá, že dospělý tyranosaurus by potřeboval sníst několik stovek právníků ročně, aby se uživil. Jedná se o recesistickou práci, založenou na slavné scéně z filmu, kdy dospělý tyranosaurus pozře vyděšeného právníka Donalda Gennara.

## Možnost klonování dinosaurů
V současnosti je možnost klonování druhohorních dinosaurů za pomoci hmyzu uchovaného v jantaru zřejmě nereálná, a to z mnoha důvodů. Zejména je jisté, že ani v případě dokonale zachovaného jedince krev sajícího hmyzu z doby druhohor bychom nebyli schopni extrahovat dostatečně velkou část dinosauří DNA. Ani v případě získání DNA by ale rekonstrukce kompletního dinosauřího genomu zřejmě nebyla možná. Přibližná podoba původního genomu dinosaurů již byla nicméně rekonstruována.

## Jurský park ve hrách
Jurský park se stal fenoménem i na poli počítačových her a herních konzolí. Z několika desítek titulů věnovaných tomuto tématu zaslouží zmínku především akční střílečka Trespasser (1998) a budovatelská strategie Jurassic Park: Operation Genesis (2003). V roce 2011 přišla společnost Telltale Games s novým zpracováním původního filmového příběhu pod názvem Jurassic Park: The Game. V roce 2019 přišla na trh hra jménem Jurassic World: Evolution.

## Televizní seriál
- Jura Tripper: japonská anime série vyrobená v roce 1995
- Digimon: File Island dokonale podobá Isla Nublar